# Carl Berg
Carl Berg (20. juni 1812 – 12. januar 1895) var en dansk filolog og skolemand.
Forfatter til talrige skolebøger, hvoriblandt må fremhæves: »Græsk Formlære« (1843; 9. udgave ved Karl Hude (Bergs efterfølger som rektor) 1901) og »Græsk Ordbog« (1864; 2. udgave ved J.L. Heiberg 1885). Som rektor på Frederiksborg Lærde Skole i Hillerød 1864-89 virkede Berg for den organiske forbindelse mellem den lavere og den højere skole, der gennemførtes i 1903.
C. Berg var den første formand for Det Filologisk-Historiske Samfund.
Pastor emer. Chr. P. Pedersens erindringer 1886-94 beretter om rektor Berg:
»Det var den 19. August 1886, at jeg kom ind i Skolen i den næstøverste Elementærklasse, Kl. B, og 2 Aar senere den 20. August 1888, begyndte jeg paa den egentlige Latinskole. –
Det var i gl. Rektor Bergs Tid, »græske Berg«, som han i Almindelighed kaldtes, fordi Græsk var hans Yndlingssprog. Han havde tilmed skrevet et ganske fortrinligt græsk Lexicon, som endnu staar paa mange Præsters Boghylde rundt om i Landet, og naturligvis ogsaa den græske Grammatik og en Del af de Lærebøger i Græsk, vi brugte dernede. –
Han havde Ord for at være ret streng, men det mærkede vi Elever egentlig ikke meget til, Lærerne vistnok mere. Han var jo den Gang en gammel, maaske lidt vanskelig Mand, som næppe var særligt afholdt af Lærerpersonalet. – Over for os Elever havde han et Øje paa hver Finger. Han vilde, at vi hver Dag skulde gøre vor Pligt, ikke nøjes med at drive den af eller være »Fars Sønner«.
Paa Bunden var han i Virkeligheden en stor Børne- og Ungdomsven. Mærkede han, at en Elev, der i og for sig havde Evnerne, sakkede af eller paa anden Maade var ved at komme paa Afveje, greb han Øjeblikkeligt ind fast og bestemt.
Skolens berømte Søn, Professor Wesenberg-Lund (1867-1955), hvem jeg udmærket godt husker, naar han om Morgenen kom jagende forbi mig paa Hammersholtvejen med Botaniserkassen fyldt med alskens Smaakryb ude fra Funkedam til sin Tantes Fortvivlelse paa Petersborggaard, fortæller meget smukt om, hvordan den gl. »strenge« Rektor greb ind for at hjælpe ham til en god Studenterexamen. – Og jeg kunde godt fortælle om en anden Elev, som var meget vanskeligt stillet, og som den gl. kloge Rektor baade fast og bestemt hjalp over et skarpt Hjørne i Overgangsalderen. Baade Professoren, Danmarks berømte Søn, og adskillige andre Elever kom til at skylde Rektoren en livslang Tak. –
Og jeg ser ham endnu tydeligt for mine Øjne, naar han i sin lange graablaa Kavaj og bakkende paa sin lille Snadde i hurtig Fart gik frem og tilbage i Skolegaarden i det store Frikvarter, hvor han selv vilde have Gaardvagten. Og mens det store hvide Skæg bølgede frem og tilbage i Blæsten, havde han et skarpt Øje med alle Eleverne, ikke mindst de smaa, for at de ikke skulde lide nogen Uret eller Overlast fra de ældre Elever. –
Gl. Rektor Berg holdt ud lige til sit 77. Aar, da han efter 43 Aars afbrudt ærefuldt Arbejde i den gl. Latinskoles Tjeneste, deraf de sidste 25 Aar i Hillerød, søgte og fik sin Afsked. –«